# Койдула, Лидия
Ли́дия Ко́йдула (эст. Lydia Koidula; настоящее имя Ли́дия Эми́лие  Я́ннсен эст. Lydia Emilie Florentine Jannsen; 12 (24) декабря 1843, Вяндра, Перновский уезд, Лифляндская губерния, Российская империя (ныне Пярнумаа, Эстония) — 30 июля (11 августа) 1886, Кронштадт, Российская империя) — эстонская поэтесса, прозаик, основоположник эстонской драматургии.

## Биография
Дочь журналиста и просветителя Йохана Яннсена, Лидия со школьных лет помогала отцу в издании газеты «Пярнуский почтальон» (эст. «Perno postimees») — делала переводы, адаптировала художественные произведения для печати. В это же время написаны и её первые стихи, вначале на немецком языке. Имя «Койдула» (то есть «Рассветная») ей добавил деятель национального пробуждения Карл Роберт Якобсон, когда опубликовал её сочинения в своём букваре.
Работая в газете, Койдула встречалась со многими общественными деятелями оживившегося в середине XIX века национального движения, под их воздействием зародились её взгляды и убеждения. Во второй половине 1860-х годов её имя, как автора гражданственных и патриотических произведений, стало популярным.
Выйдя в 1873 году замуж за студента Дерптского университета латыша Эдуарда Михельсона, Койдула переехала в Кронштадт, где её муж служил военным врачом. В 1874 году у Лидии родился первый ребёнок — Ханс Вольдемар, двумя годами позже она родила дочь Хедвиг. В 1878 году в Вене появилась на свет её третья дочь — Анна (1878—1964). Хотя Койдула часто бывала в Эстонии, она болезненно ощущала разлуку с родиной.
Её жизнь оборвал рак груди. Поэтесса умерла в Кронштадте, где и была похоронена. В 60-ю годовщину смерти её прах был перевезен в Эстонию и торжественно захоронен на таллинском кладбище Метсакальмисту, в торжествах участвовали депутаты Верховного совета СССР от Эстонии Герман Пресс и Юлиана Тельман, писатели Антс Лаутер и Март Рауд и другие деятели эстонской культуры. При этом могилы её мужа и умершего в молодости ребёнка остались на семейном участке кладбища в Кронштадте.
9 июня 1929 года в Пярну был открыт памятник поэтессе работы скульптора Адамсона, там же есть мемориальный музей её памяти. На стене дома в Кронштадте, где жила Лидия Койдула, установлена мемориальная доска.
Имя было присвоено Пярнусскому драматическому театру.

## Творчество

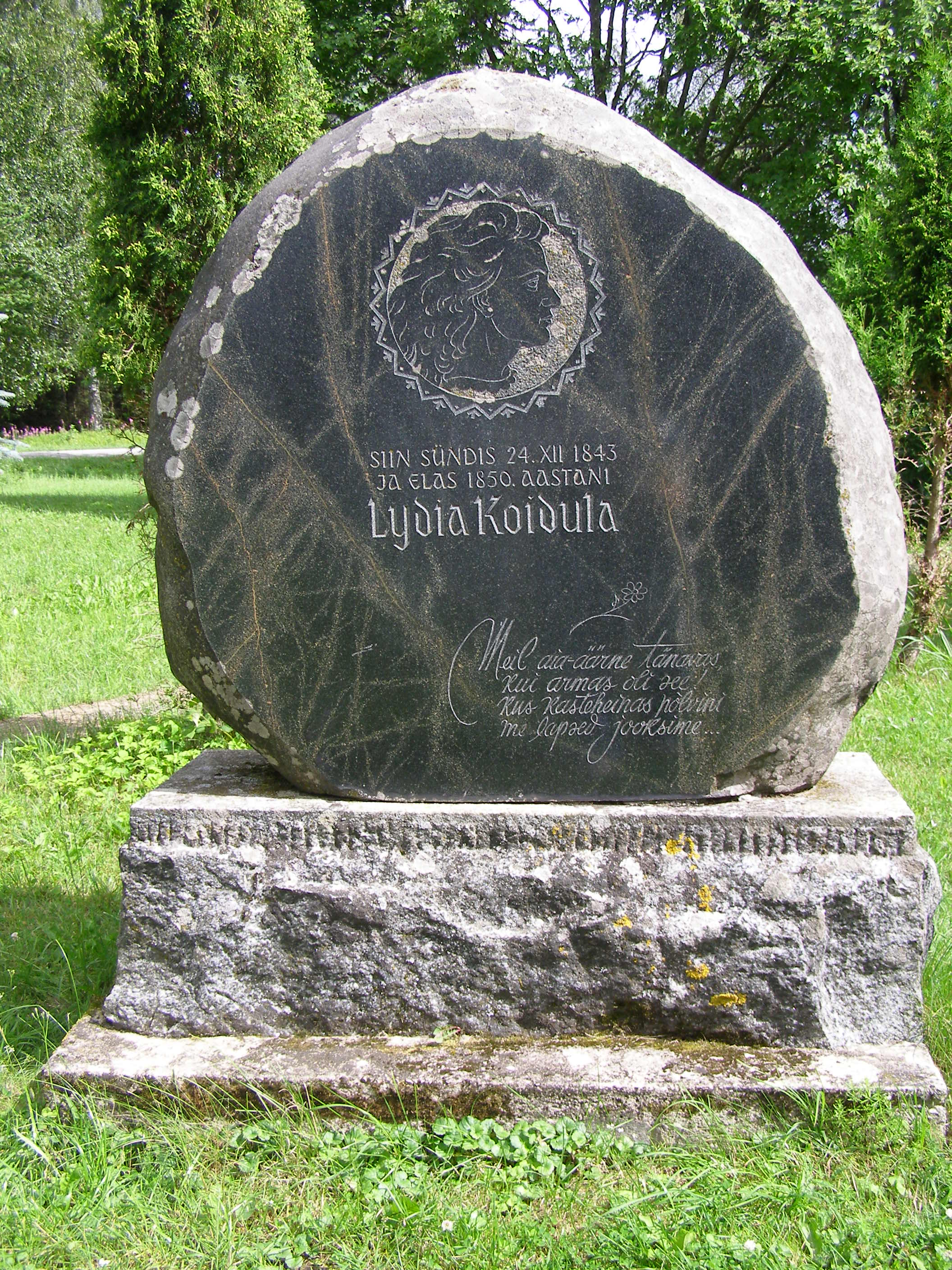
Мемориальный камень в честь Лидии Койдулы. Расположен на месте её рождения в Вяндра.

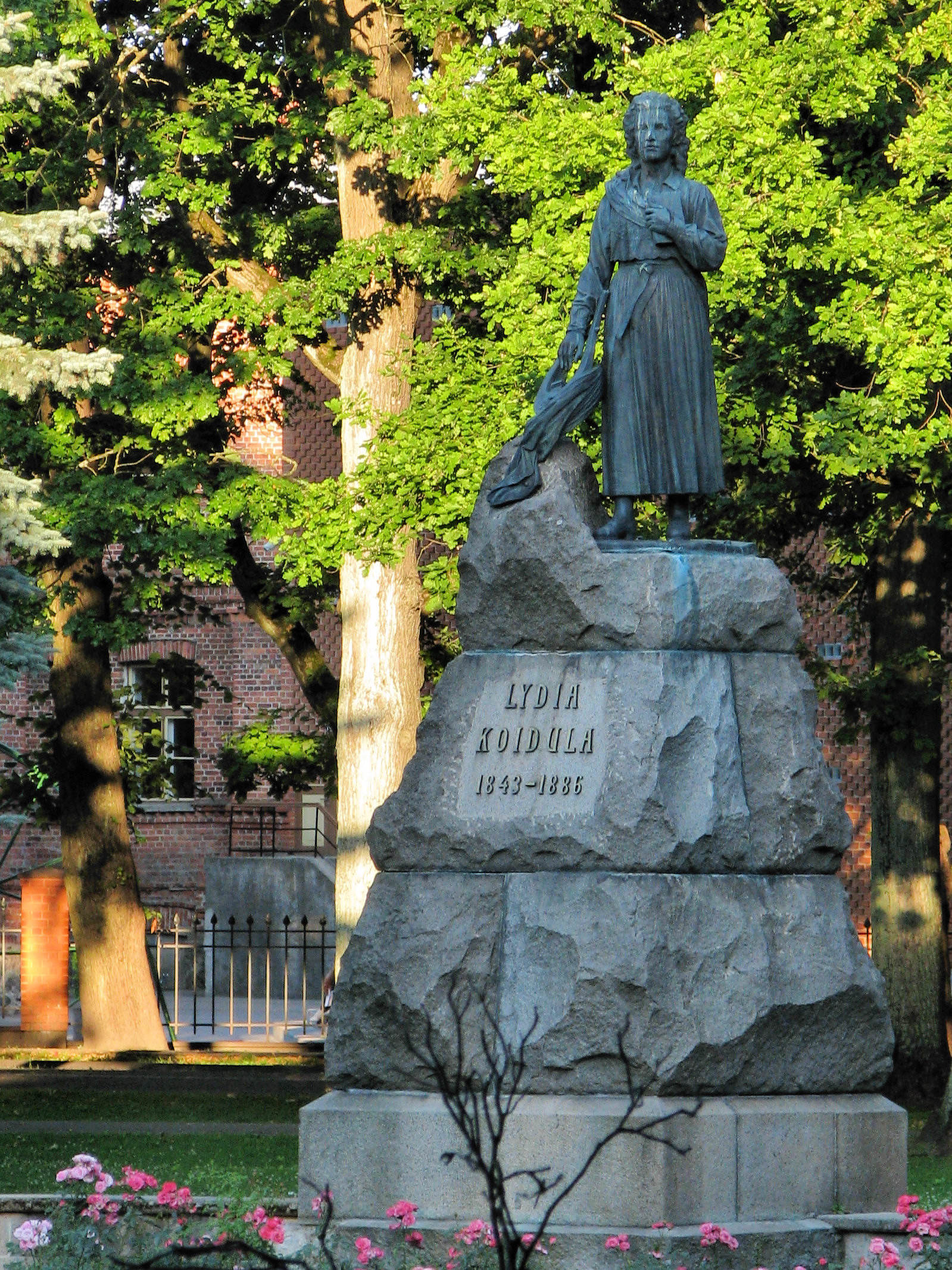
Памятник Лидии Койдуле в Пярну, скульптор Амандус Адамсон, 1929 год.

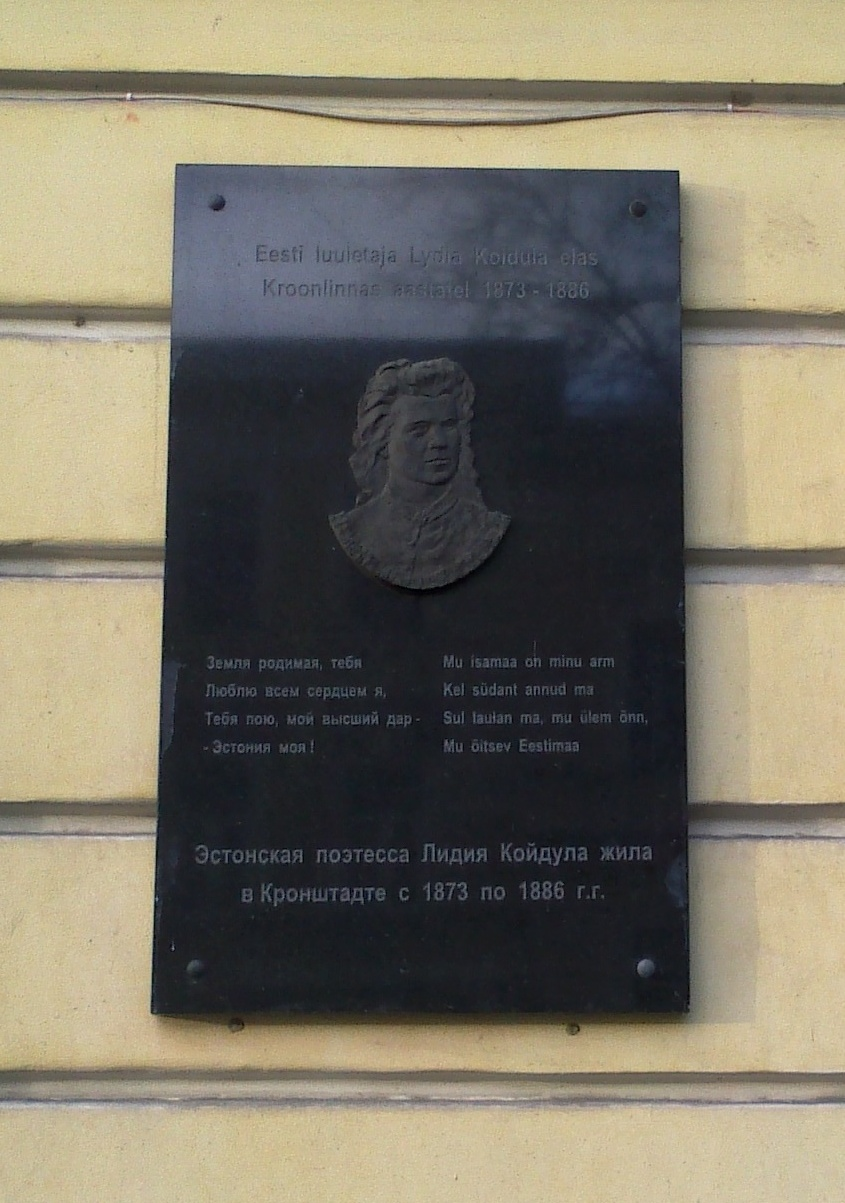
Мемориальная доска в Кронштадте, посвящённая проживанию здесь эстонской поэтессы.

### Произведения
В истории эстонской литературы Койдула оставила заметный след прежде всего в поэзии. Её патриотическая лирика оказалась в высшей степени актуальной для пробуждавшегося эстонского народа, и Койдулу как выразительницу народных чувств стали называть «Соловей с берегов Эмайыги» (эст. "Emajõe ööbik") (так назывался сборник её стихов 1867 года). Большинство её произведений носит романтический характер: страстное сочувствие бедам и невзгодам эстонского народа, любовь к родине и дому, стремление как-то помочь своим соотечественникам и облегчить их участь.
В кронштадтский период в поэзии Койдулы преобладают элегические стихи, природная и любовная лирика. Тщательно работая над техникой стиха, она прокладывала дорогу поэтам следующих поколений. К основным достоинствам поэзии Койдулы относятся искренность и эмоциональность.
Койдула работала и в прозе, в основном для газет — приспосабливала произведения других авторов для эстонского читателя, делала свободные переводы.
Новое слово Койдула сказала и в эстонской драматургии: первая комедия «Двоюродный братец с Сааремаа» (эст. "Saaremaa onupoeg", 1870) была написана по сюжету немецкого драматурга Т. Кернера, но уже следующие комедии Койдулы были вполне оригинальны — «Сватушки» (эст. "Kosjakased" или "Maret ja Miina", 1870) и «Этакий мульк, или Сто вак соли» (эст. "Säärane mulk", 1872). С комедий Койдулы начал своё существование эстонский театр.
Краткая, плодотворная и полная драматизма жизнь Койдулы, её популярность среди читателей своего времени, её место в эстонском обществе, необычное для женщины в XIX веке, активное участие во всех культурных начинаниях постепенно превратили имя Койдулы в легенду. Ей и её семье посвящены несколько литературных произведений — «Час на стуле, который вращается» Яана Кросса, «Час духов на улице Яннсена» М. Унта, «Вируский певец и Койдула» А. Ундла-Пылдмяэ, «Той весной в Тарту» Т. Тувикесе и др.; ей посвящены десятки стихотворений известных эстонских поэтов; на слова её стихов создано множество песен. Лидии Койдула посвящена одноимённая пьеса финской писательницы Хеллы Вуолийоки.
На русском языке изданы: «Стихи» (Москва, 1945, 1950), «Избранное» (Таллин, 1950, Москва, 1961), «Венок из слез души» (Таллин, 1993). Стихотворения поэтессы «Осенние думы» и «Вечерняя тишина» были переведены на русский язык Игорем Северяниным (включены в поэтический сборник «Игорь Северянин. Сочинения», вышедший в свет в 1990 году в таллинском издательстве «Ээсти раамат»).

## Список книг

### Сборники стихов
- 1866 "Waino-lilled" (Луговые цветы)
- 1867 "Emajõe ööbik" (Соловей с берегов Эмайыги)

### Опубликовано посмертно
- 1925 "Kogutud luuletused" (Собранные стихи)
- 1934 "Valitud laulud" (Избранные песни)
- 1943 "Valitud luuletused" (Избранные стихи)
- 1948 "Valik luulet"
- 1949 "Valitud luuletused"
- 1957 "Teosed" I: Luuletused, II: Jutud ja näidendid
- 1967 "Väike luuleraamat" (Маленькая книга стихов)
- 1969 "Luuletused" (Стихотворения)
- 1978, 1993 "Mu isamaa on minu arm" (Моё отечество — моя любовь)
- 2005 "Löö, süda, õitsele!"
- 2019 "Emajõe ööbik" (Соловей с берегов Эмайыги)

### Стихи
- "Mu isamaa on minu arm" (Моё отечество — моя любовь)
- "Kodu" (Дом)
- "Ema süda" (Сердце матери)
- "Sind surmani" (Тебя до смерти)
- "Sügis" (Осень)

### Пьесы
- "Säärane mulk"
- "Saaremaa onupoeg" (Двоюродный брат Сааремаа)
- "Kosjakased"
- "Kosjaviinad"

## Интересные факты
- На слова одного из стихотворений Лидии Койдулы «Моё отечество — моя любовь» (эст. "Mu Isamaa on minu arm") эстонским композитором Густавом Эрнесаксом (эст. Gustav Ernesaks) была написана песня, ставшая неофициальным гимном Эстонии.
- На банкноте в 100 эстонских крон с одной стороны была изображена Лидия Койдула с соловьём, с другой написано четверостишье из её стиха.

Silla otsad ühendatud,

Kandes ühte isamaad,

Tõe templiks pühendatud…

Nägu — millal tõeks saad?!

| Эстонская 100-кроновая банкнота | Эстонская 100-кроновая банкнота |
| ------------------------------- | ------------------------------- |
|                                 |                                 |